# Wahlkreis Jena I
Der Wahlkreis Jena I (Wahlkreis 37) ist ein Landtagswahlkreis in Thüringen und umfasst die westlich der Saale gelegenen Ortsteile der kreisfreien Stadt Jena (Ammerbach, Burgau, Closewitz, Cospeda, Göschwitz, Isserstedt, Jena, Krippendorf, Leutra, Lichtenhain, Lützeroda, Maua, Münchenroda, Remderoda, Vierzehnheiligen, Winzerla), mit Ausnahme von Löbstedt und Zwätzen.

## Landtagswahl 2024
Zur Landtagswahl in Thüringen am 1. September 2024 traten folgende Direktkandidaten an:
| Gegenstand der Nachweisung | Gegenstand der Nachweisung | Erst- stimmen | Erst- stimmen | Zweit- stimmen | Zweit- stimmen |
| Bewerber                   | Partei                     | Anzahl        | %             | Anzahl         | %              |
| -------------------------- | -------------------------- | ------------- | ------------- | -------------- | -------------- |
| Wahlberechtigte            | Wahlberechtigte            | 44.306        | 44.306        | 44.306         | 44.306         |
| Wähler                     | Wähler                     | 35.435        | 35.435        | 35.435         | 80,0           |
| Ungültige Stimmen          | Ungültige Stimmen          | 430           | 1,2           | 154            | 0,4            |
| Gültige Stimmen            | Gültige Stimmen            | 35.005        | 98,8          | 35.281         | 99,6           |
| davon                      |                            |               |               |                |                |
| Jens Thomas                | DIE LINKE                  | 11.720        | 33,5          | 7.872          | 22,3           |
| Elisabeth Mengel-Stähle    | AfD                        | 5.752         | 16,4          | 5.040          | 14,3           |
| Ulrich Schubert            | CDU                        | 8.229         | 23,5          | 6.658          | 18,9           |
| Daniela Gruber             | SPD                        | 3.095         | 8,8           | 3.880          | 11,0           |
| Christina Prothmann        | GRÜNE                      | 3.976         | 11,4          | 5,356          | 15,2           |
| Petra Teufel               | FDP                        | 884           | 2,5           | 558            | 1,6            |
|                            | TIERSCHUTZ hier!           |               |               | 265            | 0,8            |
|                            | ÖDP/Familie                | 59            | 0,2           |                |                |
|                            | PIRATEN                    | 199           | 0,6           |                |                |
|                            | MLPD                       | 44            | 0,1           |                |                |
|                            | BÜNDNIS DEUTSCHLAND        | 108           | 0,3           |                |                |
|                            | BSW                        | 4.671         | 13,2          |                |                |
|                            | FAMILIE                    | 91            | 0,3           |                |                |
| Bertram Pelzer             | FREIE WÄHLER               | 1.349         | 3,9           | 341            | 1,0            |
|                            | WU                         |               |               | 139            | 0,4            |

## Wahl 2019
Bei der Landtagswahl in Thüringen 2019 erzielten die angetretenen Kandidaten laut amtlichen Ergebnis folgende Ergebnisse:
| Name                              | Partei    | Anteil der Erststimmen |
| --------------------------------- | --------- | ---------------------- |
| Guntram Wothly                    | CDU       | 15,4 %                 |
| Torsten Wolf                      | Die Linke | 31,5 %                 |
| Birgit Green                      | SPD       | 9,7 %                  |
| Denny Jankowski                   | AFD       | 12,0 %                 |
| Anja Siegesmund                   | GRÜNE     | 24,6 %                 |
| Philip Riegel                     | FDP       | 6,3 %                  |
| Jonas Riese                       | MLPD      | 0,5 %                  |
| Wahlberechtigte: 45.323 Einwohner |           |                        |
| Wahlbeteiligung: 72,5 %           |           |                        |

## Wahl 2014
Bei der Landtagswahl in Thüringen 2014 erzielten die angetretenen Kandidaten laut amtlichen Ergebnis folgende Ergebnisse:
| Name                    | Partei    | Anteil der Erststimmen |
| ----------------------- | --------- | ---------------------- |
| Guntram Wothly          | CDU       | 25,5 %                 |
| Torsten Wolf            | Die Linke | 29,7 %                 |
| Christoph Matschie      | SPD       | 15,7 %                 |
| Uwe Barth               | FDP       | 5,0 %                  |
| Anja Siegesmund         | GRÜNE     | 15,9 %                 |
| Wiebke Muhsal           | AfD       | 7,3 %                  |
| Frank Jahn              | NPD       | 0,9 %                  |
| Wahlberechtigte: 49.500 |           |                        |
| Wahlbeteiligung: 57,3 % |           |                        |

## Wahl 2009
Bei der Landtagswahl in Thüringen 2009 traten folgende Kandidaten an:
| Name                              | Partei                 | Anteil der Erststimmen |
| --------------------------------- | ---------------------- | ---------------------- |
| Reyk Seela                        | CDU                    | 22,5 %                 |
| Karin Kaschuba                    | Die Linke              | 24,0 %                 |
| Christoph Matschie                | SPD                    | 26,9 %                 |
| Anja Siegesmund                   | GRÜNE                  | 11,3 %                 |
| Uwe Barth                         | FDP                    | 9,3 %                  |
| Jürgen Haschke                    | Freie Wähler Thüringen | 4,3 %                  |
| Christian Kaiser                  | NPD                    | 1,8 %                  |
| Wahlberechtigte: 49.822 Einwohner |                        |                        |
| Wahlbeteiligung: 59,9 %           |                        |                        |

## Wahl 2004
Bei der Landtagswahl in Thüringen 2004 traten folgende Kandidaten an:
| Name                              | Partei | Anteil der Erststimmen |
| --------------------------------- | ------ | ---------------------- |
| Reyk Seela                        | CDU    | 30,0 %                 |
| Karin Kaschuba                    | PDS    | 26,9 %                 |
| Christine Klaus                   | SPD    | 21,3 %                 |
| Matias Mieth                      | GRÜNE  | 14,6 %                 |
| Uwe Barth                         | FDP    | 7,2 %                  |
| Wahlberechtigte: 48.520 Einwohner |        |                        |
| Wahlbeteiligung: 58,6 %           |        |                        |

## Wahl 1999
Bei der Landtagswahl in Thüringen 1999 traten folgende Kandidaten an:
| Name                              | Partei | Anteil der Erststimmen |
| --------------------------------- | ------ | ---------------------- |
| Reyk Seela                        | CDU    | 39,0 %                 |
| Christine Klaus                   | SPD    | 26,1 %                 |
| Karin Kaschuba                    | PDS    | 22,5 %                 |
| Marco Schrul                      | GRÜNE  | 6,1 %                  |
| Wilhelm Tell                      | REP    | 2,6 %                  |
| Daniel Müller                     | FDP    | 3,8 %                  |
| Wahlberechtigte: 43.246 Einwohner |        |                        |
| Wahlbeteiligung: 60,5 %           |        |                        |

## Bisherige Abgeordnete
Direkt gewählte Abgeordnete des Wahlkreises Jena I waren:
| Jahr | Name               | Partei    | Anteil der Erststimmen |
| ---- | ------------------ | --------- | ---------------------- |
| 2019 | Torsten Wolf       | Die Linke | 31,5 %                 |
| 2014 | Torsten Wolf       | Die Linke | 29,7 %                 |
| 2009 | Christoph Matschie | SPD       | 26,9 %                 |
| 2004 | Reyk Seela         | CDU       | 30,0 %                 |
| 1999 | Reyk Seela         | CDU       | 39,0 %                 |
| 1994 | Christine Klaus    | SPD       | 34,2 %                 |